# Gryphoceratops morrisoni

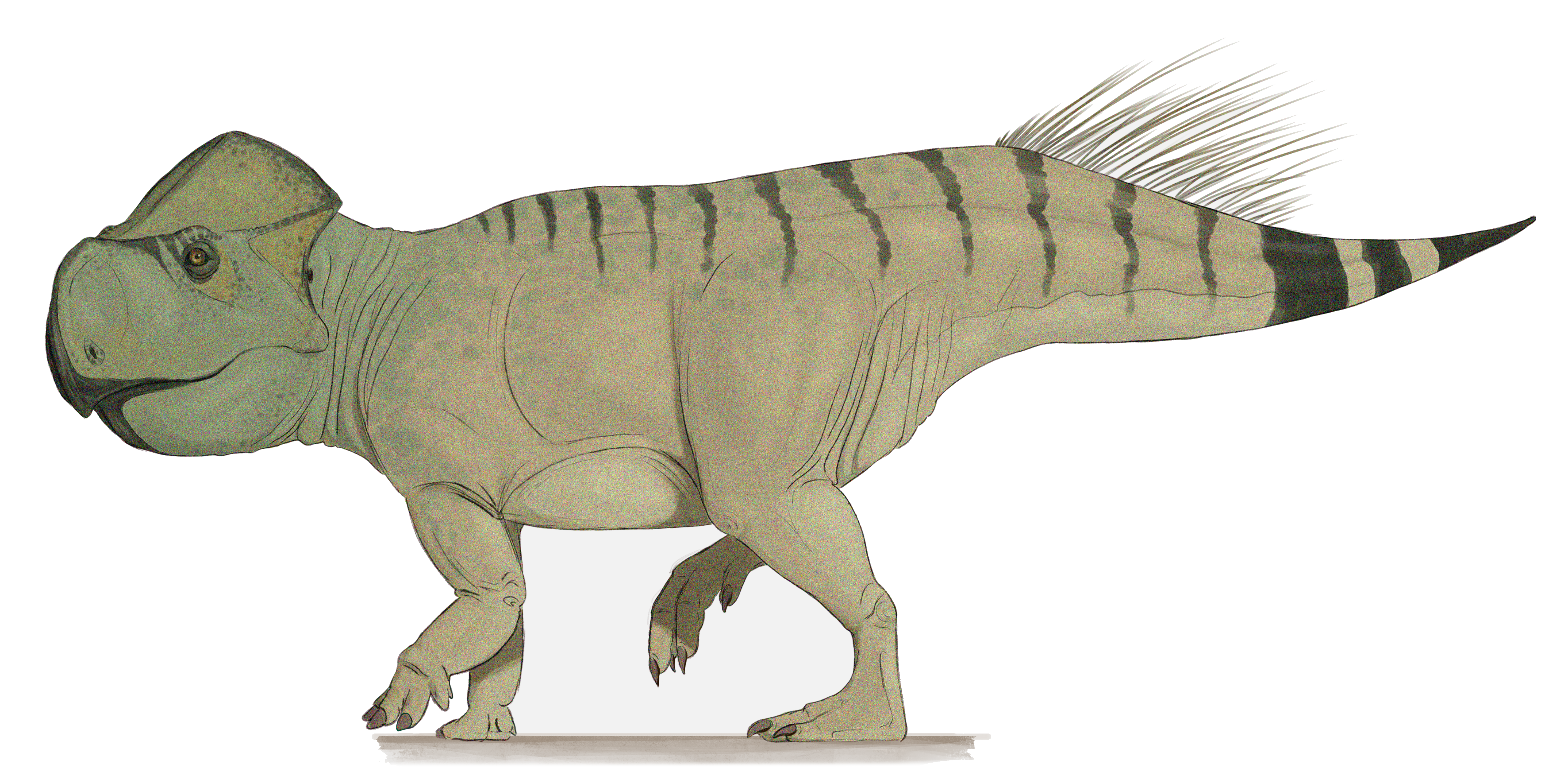
Aspecto aproximado de Gryphoceratops

Gryphoceratops morrisoni es la única especie conocida del género extinto Gryphoceratops es un género de dinosaurio ceratopsiano leptoceratópsido, que vivió a finales del período Cretácico, hace aproximadamente 83,5 millones de años, en el Santoniense, en lo que hoy es Norteamérica. El holotipo, ROM 56635 y único espécimen conocido, un dentario derecho, se encontró en la Formación Milk River, Alberta, Canadá. Se trata del leptoceratópsido más antiguo conocido y probablemente el ceratopsiano más pequeño de los encontrados en Norteamérica, sin embargo, un análisis cladístico encontró que era uno de los leptoceratópsidos más avanzados. También es probable que represente el ceratopsiano de tamaño adulto más pequeño de América del Norte.. Gryphoceratops fue nombrado por Michael J. Ryan, David C. Evans, Philip J. Currie, Caleb M. Brown y Don Brinkman en 2012 y la especie tipo es G. morrisoni. Gryphognathus viene del griego γρυπός, "curva" y γνάθος "cara con cuerno".